# Monaster Nowy Neamț
Monaster Nowy Neamț, pełna nazwa monaster Wniebowstąpienia Pańskiego Nowy Neamț (rum. Mănăstirea Înălțarea Domnului Noul Neamț, rus. Ново-Нямецкий монастырь) – prawosławny klasztor męski w Chițcani w Mołdawii, faktycznie na terenie kontrolowanym przez władze nieuznawanego międzynarodowo Naddniestrza, w jurysdykcji eparchii kiszyniowskiej Mołdawskiego Kościoła Prawosławnego. Największy kompleks architektury religijnej w Mołdawii,  największy klasztor Mołdawskiego Kościoła Prawosławnego pod względem liczby mnichów, a równocześnie jeden z najważniejszych zabytków i nieoficjalnych symboli Naddniestrza.
Monaster powstał w 1864 po tym, gdy część mnichów klasztoru Neamț w Mołdawii opuściła wspólnotę z powodu konfliktu z władzami świeckimi; jego przyczyną była konfiskata dóbr monasterskich oraz odgórne wprowadzenie do nabożeństw języka rumuńskiego w miejsce cerkiewnosłowiańskiego. Duchowni udali się do rosyjskiej guberni besarabskiej i za zgodą Świątobliwego Synodu Rządzącego utworzyli monaster, w którym miała obowiązywać ta sama reguła modlitewna, co w macierzystej wspólnocie. Początkowo mnisi żyli przy cerkwi św. Mikołaja w Kickanach (Chițcani), następnie w jej sąsiedztwie wzniesiono rozbudowany kompleks zabudowań klasztornych z soborem Wniebowstąpienia Pańskiego (budowany w latach 1867–1878), cerkwiami Podwyższenia Krzyża Pańskiego (1875–1876) i Zaśnięcia Matki Bożej (1902–1905), nadbramną dzwonnicą oraz obiektami mieszkalnymi i użytkowymi.
Po przejściu Besarabii w granice Rumunii monaster został podporządkowany Rumuńskiemu Kościołowi Prawosławnemu i został do niego wprowadzony liturgiczny język rumuński. Gdy obszar dzisiejszej Mołdawii został przyłączony do ZSRR, wspólnota ponownie znalazła się w jurysdykcji Rosyjskiego Kościoła Prawosławnego. Przetrwała do 1962; w tym roku klasztor został zamknięty, a jego zabudowania zaadaptowane na szpital gruźliczy, halę sportową, klub i muzeum wojskowe. W 1989 Rosyjski Kościół Prawosławny otrzymał zgodę na ponowne otwarcie cerkwi Zaśnięcia Matki Bożej, zaś rok później na restytucję monasteru Nowy Neamț. W latach 1991–2001 przy klasztorze działało seminarium duchowne, przeniesione następnie do Kiszyniowa.

## Położenie
Monaster znajduje się przy ulicy Lenina w Chițcani, na niewielkim wzniesieniu w centralnej części wsi. Położony jest na prawym brzegu Dniestru, 14 km na południowy wschód od Bender i 7 km na południe od Tyraspola.

## Historia

### Powstanie monasteru
Monaster został założony przez mnichów z jednego z ważniejszych ośrodków monastycznych Mołdawii – Ławry Neamț, którzy sprzeciwiali się konfiskacie dóbr klasztornych i wprowadzeniu języka rumuńskiego w miejsce cerkiewnosłowiańskiego w monasterach na terenie zjednoczonej Rumunii. Grupa mnichów na czele ze spowiednikiem wspólnoty, schiarchimandrytą Andronikiem, opuściła Rumunię i udała się w październiku 1861 do Besarabii, która od 1812 należała do Imperium Rosyjskiego, by tam powołać do życia nowy klasztor. Początkowo razem z Andronikiem macierzysty klasztor opuściło 10 mnichów, następnie dołączyło do nich kolejnych dwudziestu dwóch.  
Ziemie, na które przybyli mnisi, dobra Chițcani i Copanca, stanowiły własność ich macierzystego monasteru nadaną mu jeszcze w 1429 przez hospodara mołdawskiego Aleksandra Dobrego, następnie zarekwirowaną przez władze tureckie i ponownie przekazaną klasztorowi przez władze rosyjskie w 1860. Początkowo duchowni zamieszkali w wiosce Niemceń (Nemțeni), gdzie zajęli dwa domy przy cerkwi św. Jana Chryzostoma. Przed Bożym Narodzeniem r. 1862 przenieśli się do Kickan. Schiarchimandryta Andronik i mnich Teofan (do tej pory zarządzający besarabskimi posiadłościami klasztoru) zwrócili się do arcybiskupa kiszyniowskiego Antoniego z prośbą o zgodę na utworzenie wspólnoty monastycznej, o nazwie odwołującej się do macierzystego monasteru, w jurysdykcji Rosyjskiego Kościoła Prawosławnego. Równocześnie zwrócili się w tej sprawie osobiście do cara Aleksandra II. Mnich Teofan, przedstawiając szczegółowy projekt przyszłego funkcjonowania wspólnoty, ubiegał się o nadanie jej statusu ławry, jak również o zachowanie ścisłych związków z macierzystym monasterem w Rumunii oraz związanym z nim monasterem Secu. Zasugerował, by nowy monaster otrzymał wezwanie Wniebowstąpienia Pańskiego oraz nazwę Nowy Neamț. Pragnął również, by wszystkie trzy wspólnoty porozumiewały się przy wyborze przełożonych: miał tego dokonywać w każdym klasztorze sobór mnichów, po czym kandydaturę wskazanego mnicha miałyby opiniować pozostałe dwa monastery, dopiero później miała być ona przedstawiana odpowiednio metropolicie Mołdawii lub rosyjskiemu Świątobliwemu Synodowi Rządzącemu. Teofan chciał, by liczba mieszkańców Nowego Neamțu nie przekroczyła 50 mnichów i posłuszników. Równocześnie w jego zamyśle duchowni oraz kandydaci do życia mniszego przybywający z klasztorów Secu i Neamț mieliby pierwszeństwo wstępowania do wspólnoty przed mężczyznami pochodzącymi z Imperium Rosyjskiego. Mnich szacował, że utrzymanie wspólnocie zapewni roczny dochód z posiadanych dóbr w Besarabii, szacowany na 12 500 rubli srebrem. Państwo rosyjskie miało dodatkowo wesprzeć budowę kompleksu monasterskiego. Z kolei w dalszej perspektywie mnisi zamierzali z uzyskiwanych dochodów fundować stypendia dla słuchaczy seminarium duchownego w Kiszyniowie oraz słuchaczek żeńskiego instytutu w tym samym mieście, jak również wspierać finansowo macierzysty klasztor w Mołdawii i monaster Secu.  
17 lutego 1864 Świątobliwy Synod Rządzący odniósł się przychylnie do ich prośby. Zaakceptowano zarówno proponowaną nazwę klasztoru, jak i samą koncepcję zachowania ścisłych związków z macierzystą wspólnotą, w tym opiniowania osoby kandydata na przełożonego przez metropolitę Mołdawii. Synod odrzucił sugestię metropolity moskiewskiego Filareta, którego zdaniem utrzymywanie kontaktów z metropolitą Mołdawii było niecelowe, a klasztor powinien podlegać, zgodnie ze zwyczajem, jedynie biskupowi miejscowej eparchii (tj. kiszyniowskiej). Monasterowi nie nadano natomiast statusu ławry. Na pierwszego przełożonego klasztoru mnisi wybrali 26 kwietnia tego samego roku mnicha Teofana. Rosja odrzuciła przy tym apele władz rumuńskich o skierowanie mnicha Teofana z powrotem do Rumunii i niewyrażenie zgody na założenie nowego monasteru przez mnichów, którzy opuścili Neamț. Teofan nie otrzymał jednak godności archimandryty ani oznak przełożonego, w dokumentach cerkiewnych początkowo nazywano go jedynie „zarządzającym monasterem”.   

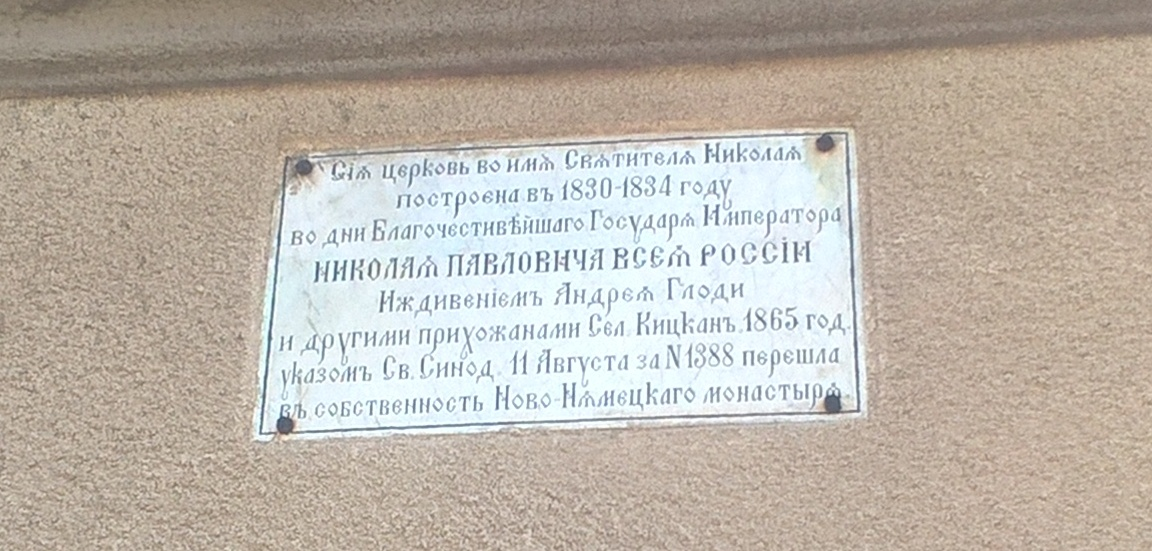
Tablica na cerkwi św. Mikołaja w kompleksie klasztornym informująca o jej wzniesieniu w latach 1830–1834 i o jej przejęciu przez mnichów

Konkretne miejsce pod budowę klasztoru wybrał schiarchimandryta Andronik, który zdecydował, że mnisi przejmą parafialną cerkiew św. Mikołaja w Kickanach, zbudowaną w latach 1830–1834. Nastąpiło to w 1865, natomiast w 1867 rozpoczęli prace przy wznoszeniu obok niej nowego soboru Wniebowstąpienia Pańskiego, który po wyświęceniu w 1878 przejął funkcje głównej świątyni wspólnoty monastycznej. Przełożony wspólnoty wielokrotnie udawał się do Petersburga i innych miast rosyjskich, z powodzeniem poszukując ofiarodawców, którzy wspierali rozbudowę besarabskiego monasteru. Część mieszkańców wsi stawiała opór budowie monasteru, który miał zająć część wsi razem z ich domami. Na prośbę mnichów gubernator besarabski siłą wysiedlił tych mieszkańców i zniszczył ich domy.  
Mnisi z Nowego Neamțu utrzymywali kontakty z prawosławnymi patriarchatami starożytnymi oraz z klasztorami Athosu (reguła monasteru była wzorowana na tej, którą opracował dla klasztoru Neamț św. Paisjusz w oparciu o tradycję greckiej Świętej Góry). W 1881 otrzymali w darze od patriarchy konstantynopolitańskiego Joachima III relikwiarz z cząsteczkami relikwii różnych świętych. Pięć lat później emerytowany patriarcha jerozolimski Cyryl II podarował im cząstkę kamienia z Grobu Pańskiego, cząstki relikwii świętych Charalampiusza i Modesta oraz srebrno-złoty krzyż z cząstką Krzyża Pańskiego.

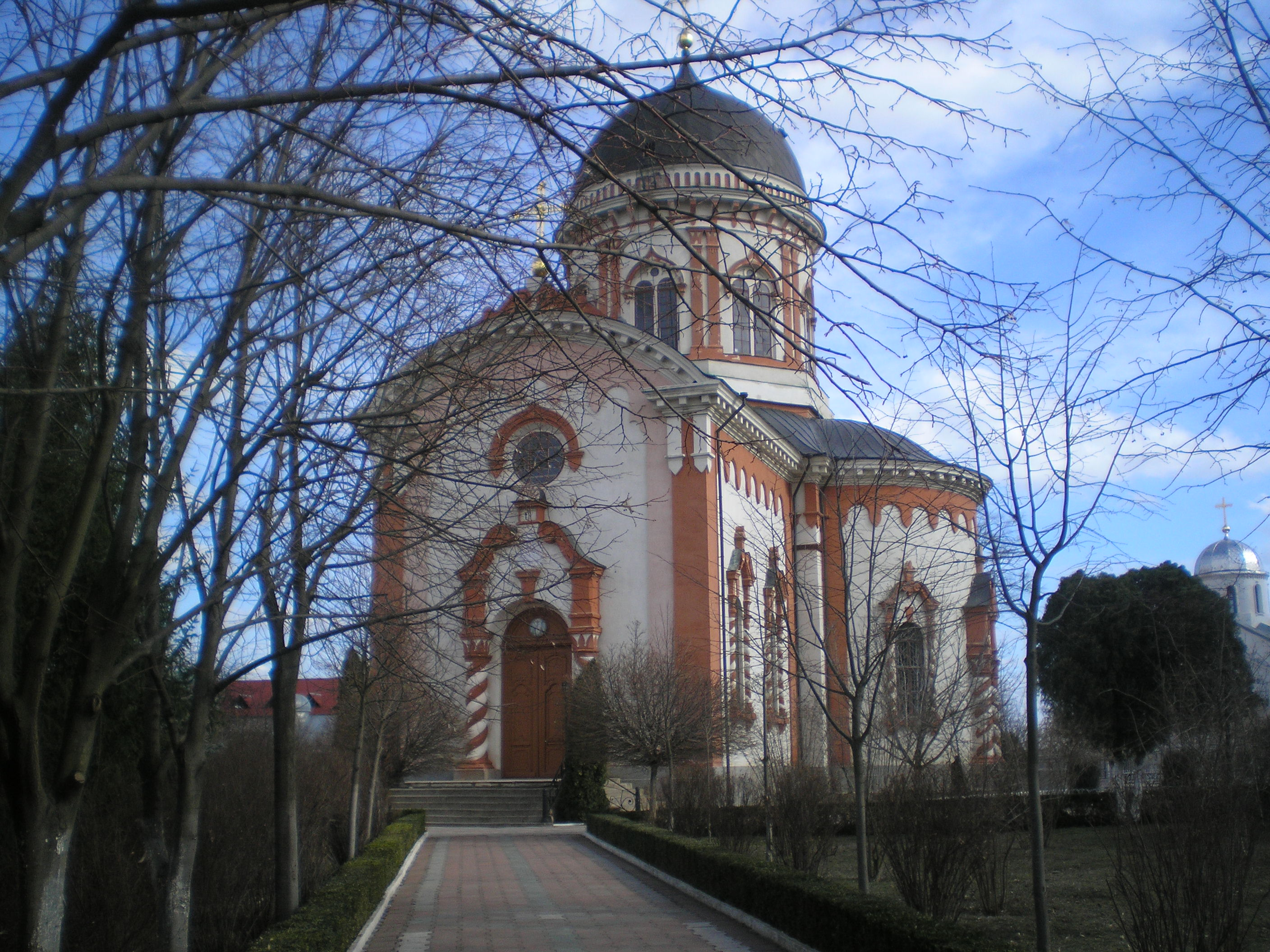
Główny sobór Wniebowstąpienia Pańskiego

W 1875 Teofan formalnie został zwolniony z urzędu przełożonego klasztoru, jednak pozostał w nim i pozostawał największym autorytetem dla wspólnoty monastycznej, którą oficjalnie kierowali kolektywnie najstarsi mnisi Izaak, Sebastian, Andronik oraz Antym. Publicysta Zamfir Arbore, który odwiedził i opisał monaster, pisał, że ihumen Teofan, który przed 1864 był wielkim rusofilem, stracił złudzenia co do Imperium Rosyjskiego, gdy tylko zamieszkał w tym kraju i lepiej zorientował się w miejscowych realiach. Przyczyną jego usunięcia z urzędu było przekonanie Świętego Synodu, iż duchowny źle gospodarował środkami przeznaczonymi na rozbudowę monasteru. W 1875 ihumen zwrócił się bowiem do Ministerstwa Spraw Zagranicznych o umorzenie długów klasztoru, na co nie zgodzono się. Mimo odsunięcia od zarządzania klasztorem Teofan mógł nadal jeździć do Petersburga i starać się o dary pieniężne dla wspólnoty, a arcybiskup kiszyniowski Paweł nieoficjalnie tytułował go ihumenem mimo decyzji Synodu. W 1882 rosyjskie Ministerstwo Spraw Zagranicznych przekazało mnichom 20 tys. rubli na budowę muru wokół kompleksu klasztornego. Zbudowano go w ciągu roku.
Ihumen Teofan zmarł w 1884 i został pochowany w soborze Wniebowstąpienia Pańskiego; po nim przełożonym monasteru został dotychczasowy spowiednik wspólnoty, archimandryta Andronik.

### Monaster w Imperium Rosyjskim

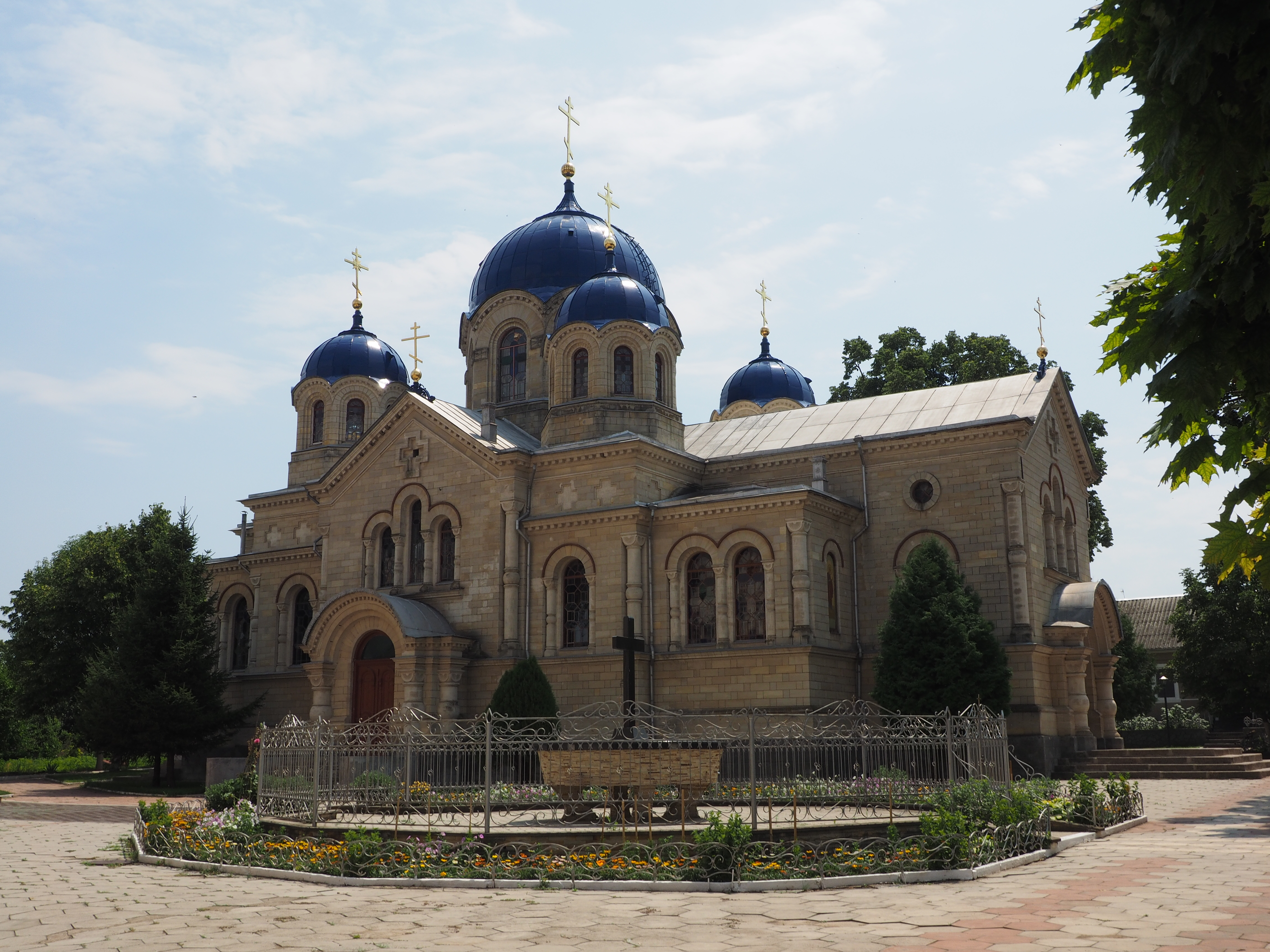
Cerkiew Zaśnięcia Matki Bożej wzniesiona w latach 1902–1905

Archimandryta Andronik kontynuował rozbudowę monasterskiego kompleksu. W okresie kierowania przez niego klasztorem wzniesiona została cerkiew refektarzowa Podwyższenia Krzyża Pańskiego, budowaną od 1885 do 1886. Zbudowano także szpital i nowy budynek klasztornej biblioteki. Archimandryta czynił szczególne starania na rzecz rozwoju jej księgozbioru. W 1884 biblioteka posiadała 2272 książki drukowane w różnych językach oraz 146 rękopisów cerkiewnosłowiańskich, mołdawskich (rumuńskich) i greckich. Andronik spisał również kronikę monasteru, pozostawił opis pielgrzymek do Ziemi Świętej i na Athos, opracował historię monasterów Neamț i Secu; łącznie jest autorem ponad 60 prac. Dalsza rozbudowa klasztoru była możliwa dzięki wsparciu finansowemu ze strony arcybiskupa kiszyniowskiego Pawła, który wydzielił mnichom 93 013 rubli na budowę ww. obiektów, a także na doprowadzenie wody.

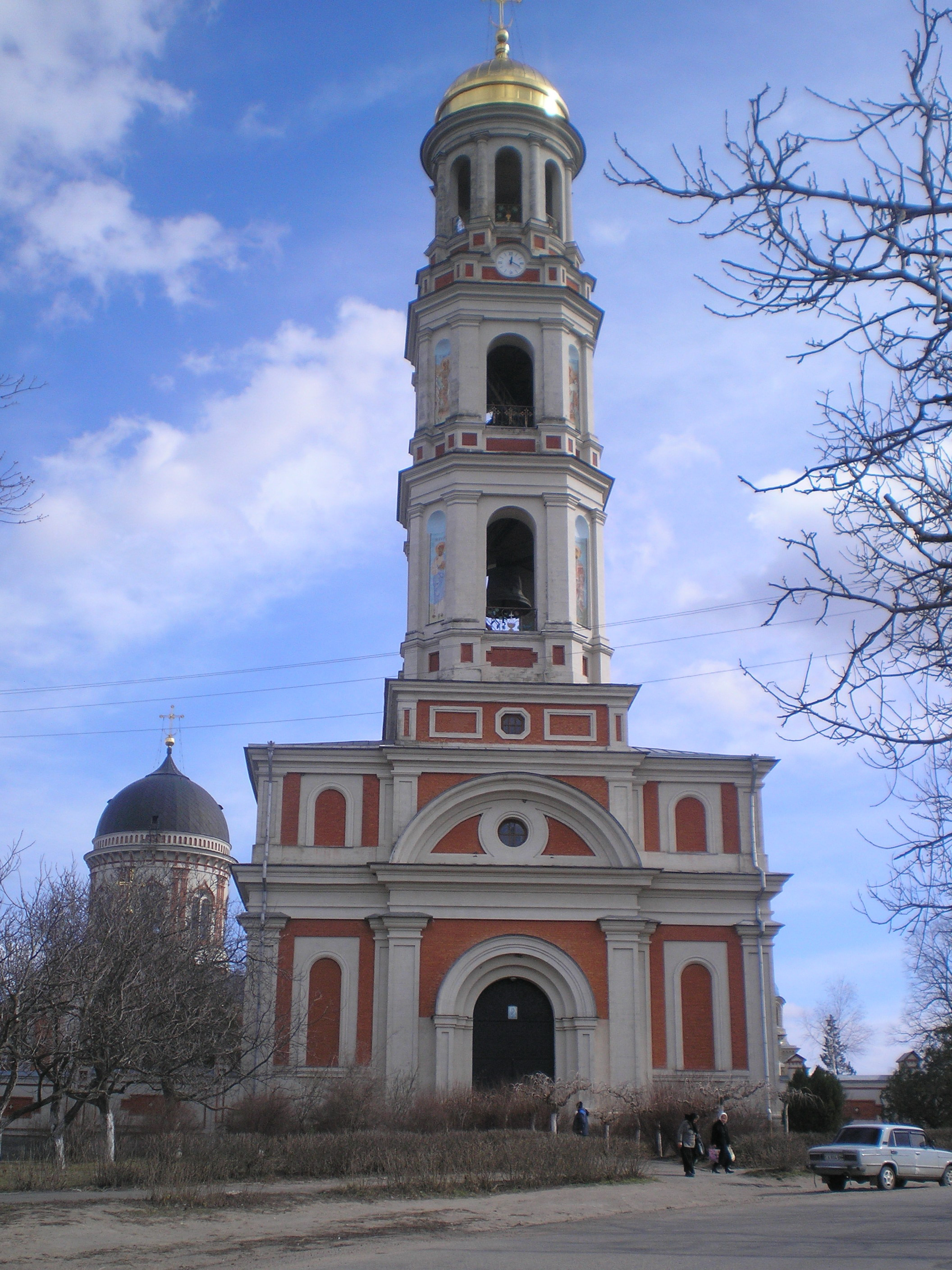
Dzwonnica monasteru

Po śmierci Andronika w sierpniu 1893 nowym przełożonym monasteru został archimandryta German. Również on rozbudowywał kompleks monasterski. W latach 1902–1905 wzniesiono kolejną klasztorną cerkiew, pod wezwaniem Zaśnięcia Matki Bożej. W skład kompleksu monasterskiego weszła również dzwonnica o wysokości 60 m, najwyższa tego typu budowla w Besarabii, zbudowana w latach 1913–1914 według projektu Aleksandra Bernardazziego. Na jej wzniesienie archimandryta German uzyskał od Synodu dotację w wysokości 100 tys. rubli. Ponadto w 1906 zbudowano młyn, w latach 1895–1904 – dwa budynki mieszkalne dla mnichów, a w 1908 obiekt, w którym mieściły się różne pracownie. Ikonostasy i pozostałe ikony w świątyniach były dziełem S. Wierchowcewa. German utworzył również przy klasztorze ośrodek misyjny, kierowany przez absolwentów Kijowskiej Akademii Duchownej. W 1910 kierujący monasterem archimandryta Guriasz spisał historię klasztoru. Siedem lat później w Nowym Neamțe gościł mołdawski prawosławny duchowny i poeta Alexei Mateevici, poświęcając klasztorowi wiersz.
Głównym przedmiotem kultu w monasterze była ikona Matki Bożej z Nowego Neamțu, stanowiąca dokładną kopię wizerunku maryjnego czczonego w monasterze Neamț.
Na początku I wojny światowej do wojska rosyjskiego zostało wcielonych 47, a następnie kolejnych 21 mężczyzn żyjących w monasterze, którzy nie złożyli dotąd wieczystych ślubów mniszych.

### W Rumunii
Monaster zmieniał przynależność państwową razem z całą Besarabią – ta w 1918 najpierw ogłosiła autonomię w granicach Imperium Rosyjskiego. Ostatecznie lokalne elity w obawie przed bolszewikami doprowadziły do zawarcia przez Mołdawską Republikę Demokratyczną unii z Rumunią, po której Besarabia stała się jedną z jej prowincji. Oznaczało to przyjęcie jurysdykcji Rumuńskiego Kościoła Prawosławnego i liturgicznego języka rumuńskiego. W 1920 ihumen German z powodu choroby zrezygnował z godności (zmarł cztery lata później w monasterze). Jego następcą został hieromnich Krystian, który sprawował urząd przez dziewięć lat, do momentu, gdy z nieustalonych powodów został pozbawiony godności i suspendowany. Obowiązki przełożonego przejął czasowo hieromnich Filadelf, jeszcze w tym samym roku na stałe hieromnich Antoni, który kierował klasztorem do 1932. W 1929 w monasterze przebywało 103 mnichów i posłuszników. Władze rumuńskie skonfiskowały część ziemi klasztornej, pozostawiając mnichom 50 ha gruntów ornych i 35 ha sadów i ogrodów.

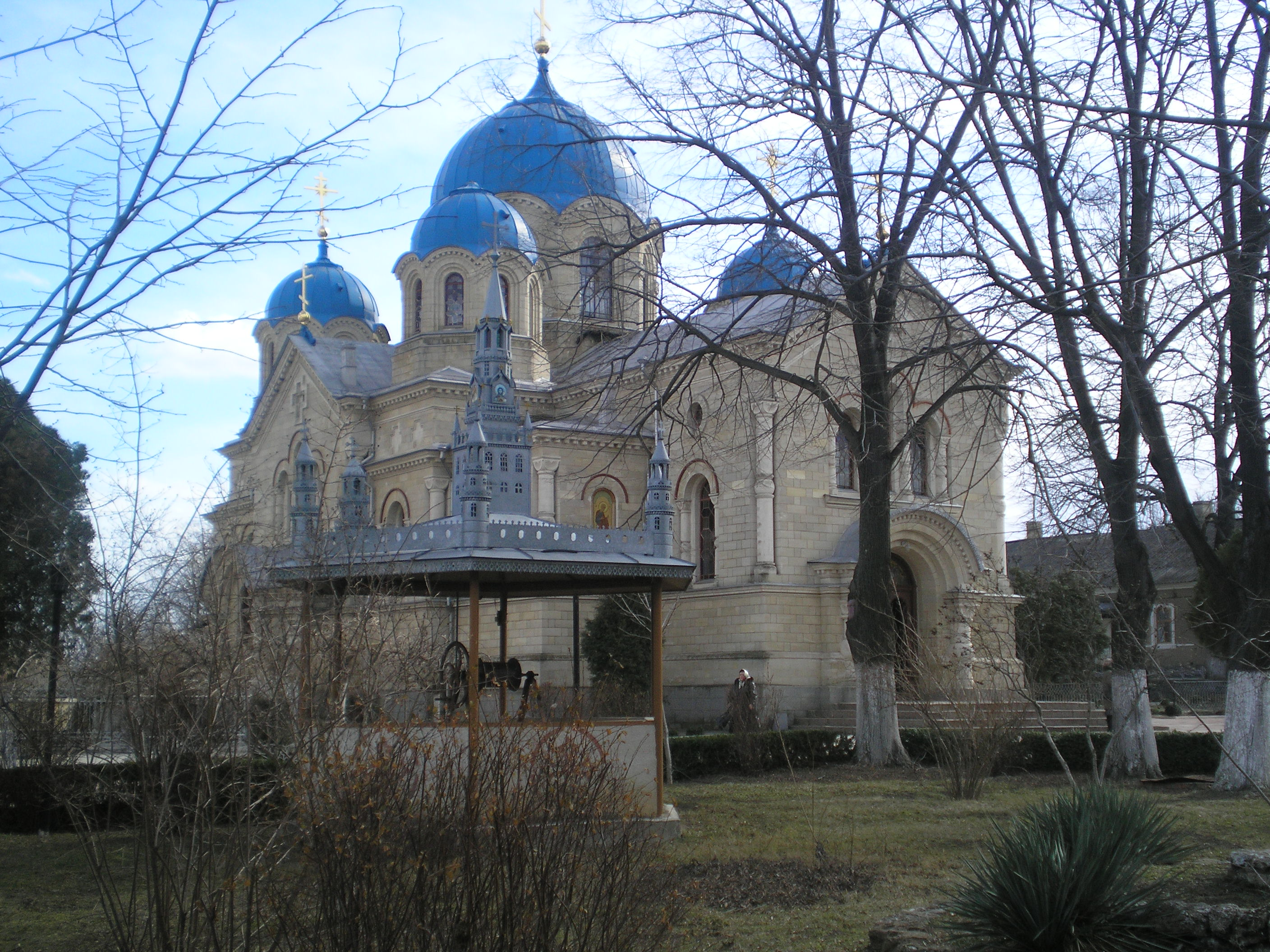
Tradycyjna mołdawska studnia na terenie klasztoru. W tle cerkiew Zaśnięcia Matki Bożej

W 1932 na nowego przełożonego Nowego Neamțu został powołany archimandryta Melchizedek. Poczynił on szczególne starania na rzecz podniesienia poziomu wykształcenia mnichów. Niektórzy z nich ukończyli studia teologiczne na rumuńskich i francuskich uczelniach. Okres kierowania przez niego wspólnotą był czasem jej rozkwitu. W 1936, gdy Melchizedek został przeniesiony na urząd przełożonego monasteru Neamț, Nowy Neamț liczył 159 mnichów i posłuszników, jednak część z nich opuściła klasztor razem z odchodzącym archimandrytą. W 1936 kierownictwo we wspólnocie objął archimandryta Auksencjusz.
W 1939 monaster honorowo otrzymał imię ówczesnego patriarchy Rumunii Mirona, wywodzącego się z tej samej rodziny Cristea, co pierwszy przełożony Nowego Neamțu ihumen Teofan.
W 1940 Besarabia została zajęta przez Związek Radziecki w wyniku paktu Ribbentrop-Mołotow, zaś rok później – przez wojska rumuńskie, uczestniczące wspólnie z III Rzeszą w wojnie z ZSRR. 15 maja 1942 sobór Wniebowstąpienia Pańskiego został spalony wskutek radzieckiego bombardowania, a następnie odremontowany pod kierunkiem Alexandru Gengana. W 1944 ziemie te ponownie zajął Związek Radziecki i włączył je do Mołdawskiej SRR. Podczas operacji jasko-kiszyniowskiej i walk o nieodległy od monasteru przyczółek Chiţcani na dzwonnicy klasztoru znajdowało się stanowisko dowodzenia wojsk 3 Frontu Ukraińskiego.

### W Związku Radzieckim
W Mołdawskiej SRR funkcjonowanie monasteru było szczególnie utrudnione. Klasztorowi odebrano większość ziemi, szpital, młyn i prowadzone przez mnichów pracownie. W 1945 przełożony wspólnoty, archimandryta Auksencjusz został najpierw zmuszony do opuszczenia Nowego Neamțu, a następnie skazany na dziesięć lat łagru za darowanie 150 tys. lejów na potrzeby wojska rumuńskiego i wysłanie 30 mnichów oraz części cennego wyposażenia cerkiewnego do Rumunii, zanim armia radziecka zajęła ziemie, na których znajduje się klasztor. Będąc jeszcze przełożonym klasztoru, Auksencjusz toczył spór sądowy z sowchozem w Copance o bezprawnie przejęte przez gospodarstwo ziemie, upominał się w listach do urzędników państwowych zarówno o swój monaster, jak i o inne wspólnoty monastyczne w Mołdawskiej SRR. Duchowny zmarł w obozie. Następcą Auksencjusza został archimandryta Filadelf. Władze radzieckie żądały również przywrócenia w klasztorze liturgicznego języka cerkiewnosłowiańskiego, na co mnisi się nie zgadzali. W liście do metropolity kiszyniowskiego Nektariusza Filadelf napisał, że we wspólnocie, poza jednym ciężko chorym mnichem, nie było żadnego duchownego znającego ryt Świętej Liturgii w języku cerkiewnosłowiańskim.
W 1946 dekret Rady Ministrów ZSRR „O prawosławnych monasterach” nakazał zwrot skonfiskowanej w poprzednich latach ziemi klasztornej, co umożliwiło wspólnocie przetrwanie i utrzymywanie się z pracy mnichów. W latach po aresztowaniu Auksencjusza, do 1948, monaster utrzymywał dość poprawne stosunki z lokalnymi władzami i sąsiadującymi kołchozami i sowchozami, jedynie okazjonalnie zdarzały się konflikty. Mnisi z klasztoru służyli w parafiach opuszczonych przez białych duchownych, którzy w 1944 wyjechali do Rumunii. W 1948, gdy polityka władz radzieckich wobec Cerkwi prawosławnej znowu się zaostrzyła, sytuacja klasztoru ponownie się pogorszyła. W 1950 archimandryta Filadelf został zmuszony do rezygnacji z urzędu i pozostał w klasztorze jako zwykły mnich, stało się tak po tym, gdy złożył oficjalną skargę na działanie sąsiedniego sowchozu utrudniającego wspólnocie dostęp do wody.  
Sytuacja wspólnoty ponownie poprawiła się na krótko w latach 1953–1958. Gdy wspólnotą kierował archimandryta Grzegorz, mnisi zdołali rozwinąć prowadzone gospodarstwo i sady, podupadł jednak poziom duchowy klasztoru i część mieszkańców opuściła go z tego powodu. Przyczyną problemów w tym zakresie był napływ mnichów z monasterów w Mołdawii zamkniętych przez władze radzieckie, w których nigdy nie obowiązywała reguła tak surowa, jak w Nowym Neamțe. W tym samym czasie archimandryta przyjmował do wspólnoty mnichów powracających ze stalinowskich łagrów. Nowy Neamț na nowo stał się ośrodkiem pielgrzymkowym, gromadząc podczas swojego święta patronalnego nawet 3 tys. wyznawców. W 1957 siedmiu młodych mnichów monasteru zostało skierowanych do pracy przy remoncie zrujnowanego klasztoru Saharna, by mogli osiedlić się w nim mnisi z monasteru Nowy Wałaam, którzy wyrazili chęć przeniesienia się z Finlandii do ZSRR. Część mnichów służyła w rezydencji metropolitów kiszyniowskich i całej Mołdawii w Kiszyniowie. W 1956 odremontowano cerkiew Zaśnięcia Matki Bożej.
W 1959 władze radzieckie podjęły decyzję o likwidacji wspólnoty. Metropolita kiszyniowski Nektariusz nie zamierzał się jej sprzeciwiać. Aby ułatwić jej realizację, usunął archimandrytę Grzegorza z urzędu i powołał na niego oddanego sobie archimandrytę Józefa.  
W 1960 w klasztorze przebywało 160 mnichów i posłuszników oraz dwóch hierarchów w stanie spoczynku, biskupi Joannicjusz (Spieranski) i Teodor (Tiekuczow). W pełni spełniając życzenia władz radzieckich, archimandryta Józef w 1961 polecił 19 młodym mnichom opuścić klasztor, zaś w roku następnym odesłał kolejnych 24 mężczyzn. Inni odchodzili ze wspólnoty na własne życzenie, niezadowoleni z upadającego poziomu życia duchowego w monasterze. Do upadku przyczyniało się jeszcze dołączanie do wspólnoty mnichów z innych zlikwidowanych już monasterów w Mołdawskiej SRR (Suruceni, Hîrjauca, Dobruja i inne). Ostatecznie wspólnota została zlikwidowana 16 maja 1962. Mnisi zostali nocą zmuszeni do wyjazdu do rodzin, tylko niektórym pozwolono pozostać w Chițcani u ludzi, którzy zgodzili się ich przyjąć. Kompleks klasztorny zaadaptowano na szpital gruźliczy, a cerkwie – na magazyn, klub i halę sportową. Na dzwonnicy rozmieszczono muzeum poświęcone operacji jasko-kiszyniowskiej. Z wyposażenia mnisi zdołali zabrać ze sobą tylko kilka ikon i najcenniejsze relikwie, które przewieziono do soboru św. Teodora Tyrona w Kiszyniowie. Zbiory biblioteki monasterskiej przewieziono do Archiwum Państwowego w Kiszyniowie. Monaster został zdewastowany, jego wyposażenie rozkradzione, a groby mnichów w podziemiach soboru Wniebowstąpienia Pańskiego splądrowane i zbezczeszczone. Dach cerkwi św. Mikołaja zawalił się. Z oryginalnego wyposażenia cerkwi Zaśnięcia Matki Bożej, w której mieścił się magazyn leków, nie pozostało nic. W szczególności zniszczone zostały ikony z klasztornych świątyń.

### W Mołdawii (faktycznie Naddniestrzu)

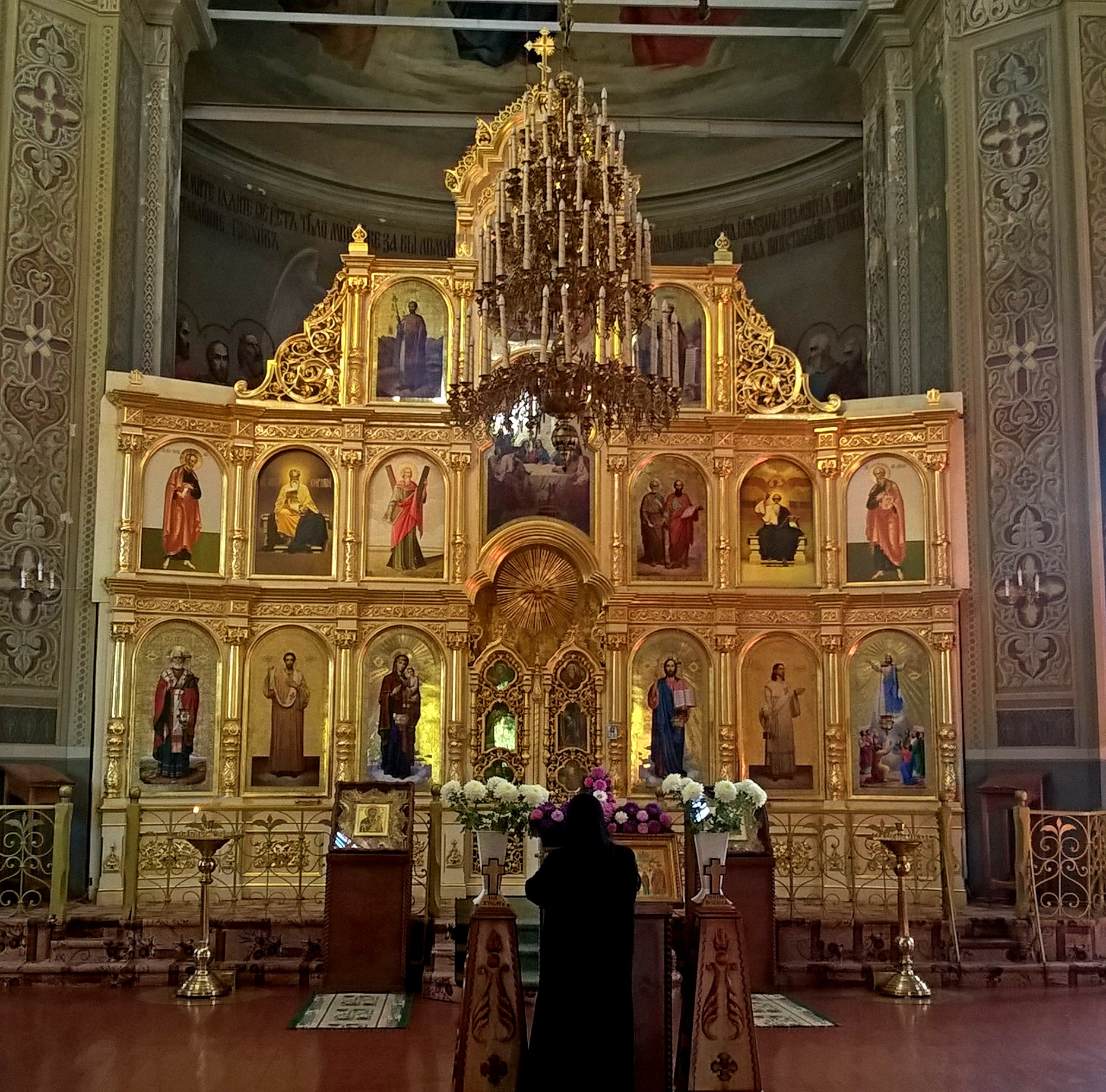
Ikonostas w soborze Wniebowstąpienia Pańskiego

W 1989 władze radzieckie zgodziły się na ponowne otwarcie cerkwi Zaśnięcia Matki Bożej jako parafialnej. Rok później patriarcha moskiewski i całej Rusi Aleksy II wydał dekret o restytucji wspólnoty monastycznej, przystąpiono do remontu cerkwi św. Mikołaja, powtórnie poświęconej w 1991. Odbudową klasztoru kierowali biskup benderski Wincenty oraz pierwszy po restytucji wspólnoty przełożony, ihumen Dorymedont. W 1990 na terenie klasztoru otwarto szkołę duchowną, przekształconą następnie w jedyne w Mołdawii seminarium duchowne im. Paisjusza (Wieliczkowskiego) z wykładowym językiem rumuńskim. Absolwenci seminarium służą nie tylko w Mołdawii, ale również w parafiach Patriarchatu Moskiewskiego na Ukrainie i w Rosji. Ponadto część mnichów, którzy rozpoczynali życie monastyczne w Nowym Neamcie, została następnie skierowana do służby na Athosie, w Bułgarii i we Francji. Również w 1990 na terenie monasteru rozpoczęło działalność centrum misyjne. W 1991 w klasztorze miały miejsce pierwsze od czasu restytucji postrzyżyny mnisze. Przy klasztorze utworzono pracownię pisania ikon oraz drukarnię. Mnisi odzyskali 20 ha ziemi uprawnej, na której prowadzą gospodarstwo rolne i sad. Regułę wewnętrzną klasztoru oparto na tej, która obowiązuje w ławrze Troicko-Siergijewskiej, gdzie rozpoczynał życie mnisze ihumen Dorymedont.

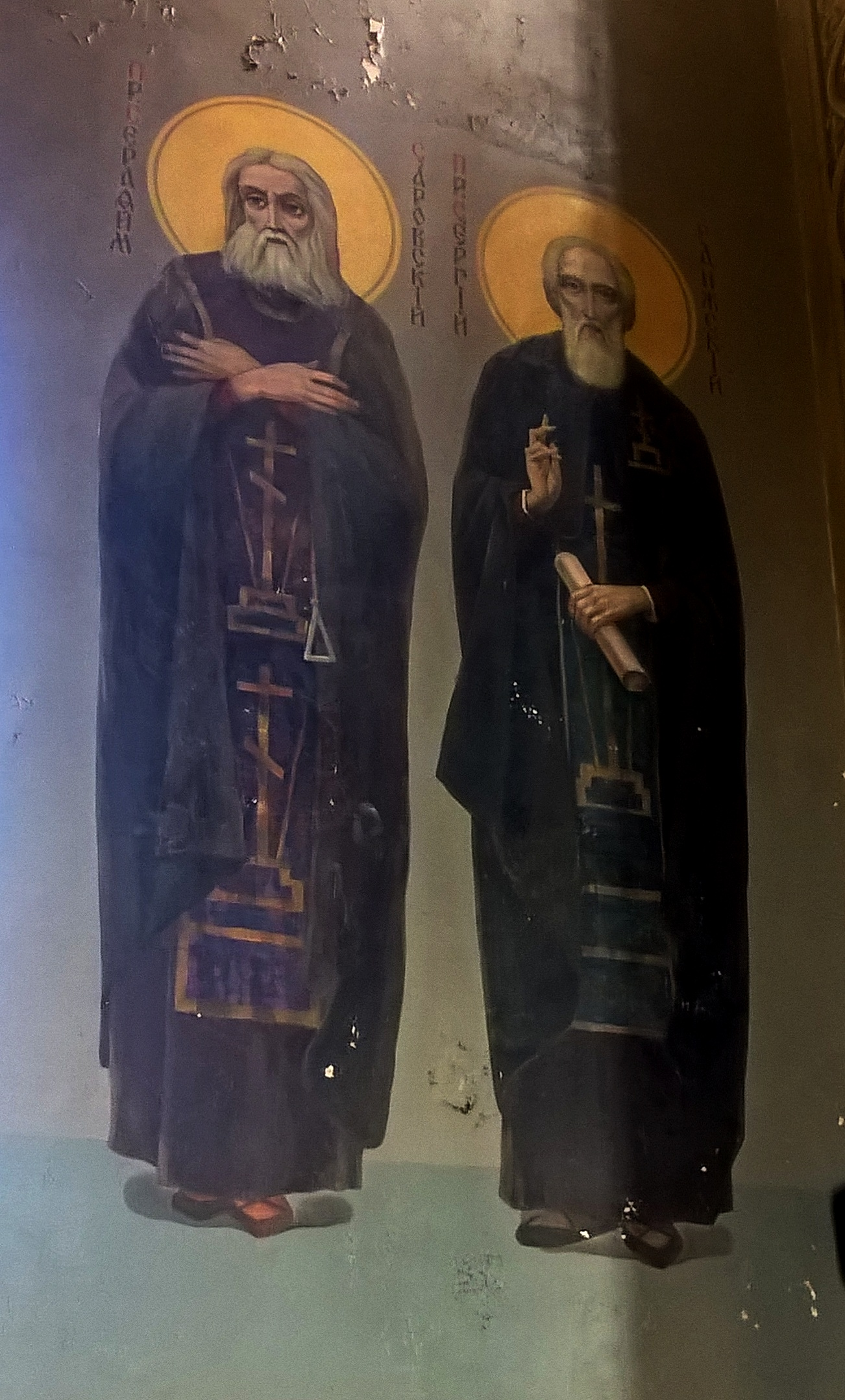
W soborze Wniebowstąpienia Pańskiego znajdują się freski z postaciami świętych mnichów ruskich i rosyjskich. Zostały one odrestaurowane po 1991. Tu widoczni (od prawej) Sergiusz z Radoneża i Serafin z Sarowa

Po wojnie o Naddniestrze w 1992 klasztor znajduje się na terenie kontrolowanym przez nieuznawaną międzynarodowo Naddniestrzańską Republikę Mołdawii. Podczas wojny mnisi udzielali pomocy żołnierzom mołdawskim, a w dzwonnicę monasteru uderzył pocisk, który jednak nie wybuchł.  
W 1994 zakończono odbudowę dzwonnicy, na której zawieszono dwanaście dzwonów, najcięższy o wadze 8,7 tony. Pięć lat później ukończono prace renowacyjne w soborze Wniebowstąpienia Pańskiego i ponownie wystawiono w nim dla kultu relikwie podarowane monasterowi przez patriarchę jerozolimskiego Cyryla II. Drugim przedmiotem otaczanym szczególną czcią jest żezł św. Paisjusza (Wieliczkowskiego) przekazany mnichom w 1994. Przechowywany jest on w pomieszczeniu ołtarzowym cerkwi Zaśnięcia Matki Bożej, a podczas szczególnie ważnych uroczystości jest wynoszony do wiernych. Nie przetrwała natomiast oryginalna ikona Matki Bożej z Nowego Neamțu, w monasterze znajduje się jej kopia. Najwięcej pielgrzymów przybywa do klasztoru w dniu wspomnienia św. Paisjusza.

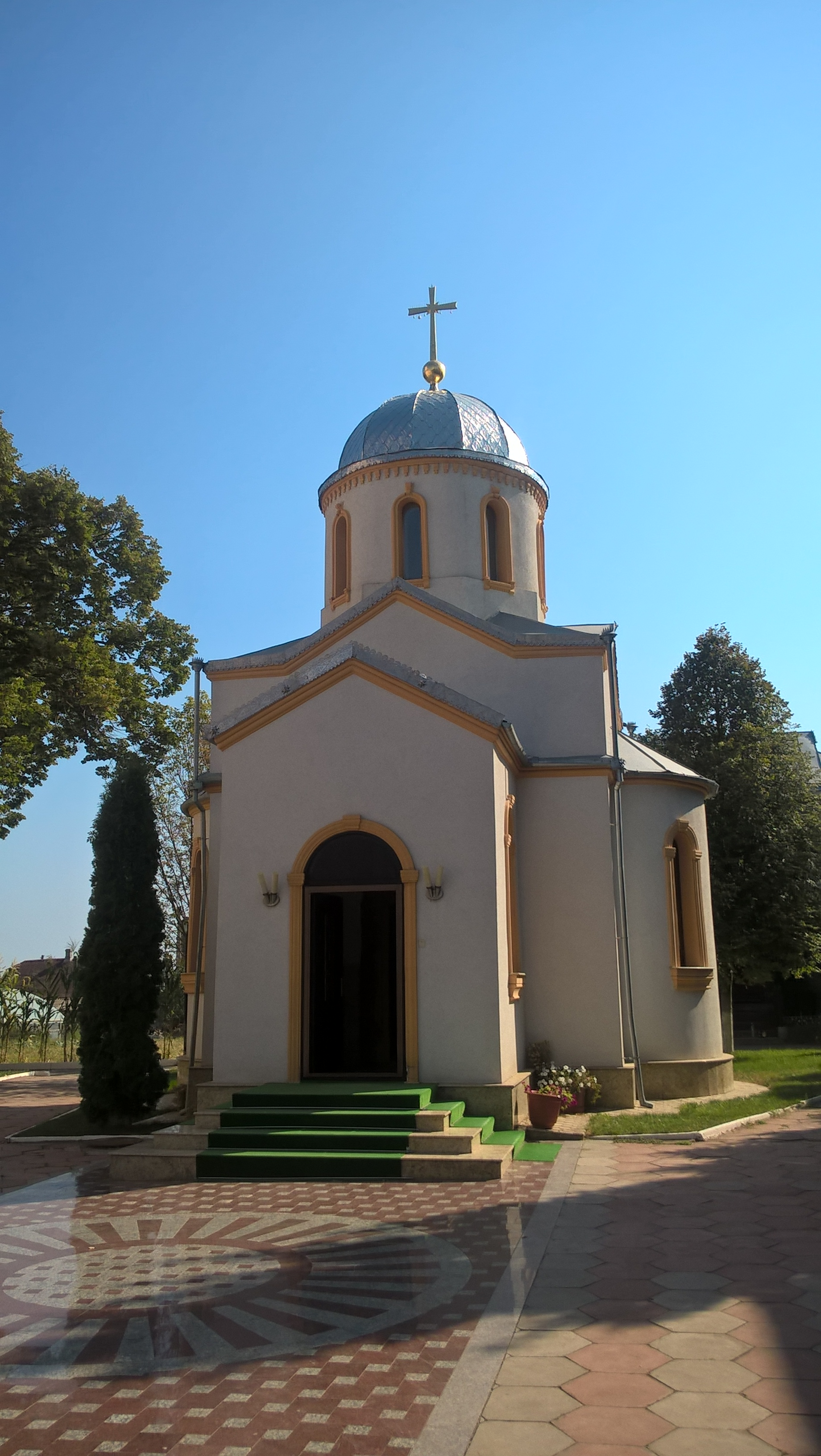
Kaplica, w której pochowany został pierwszy przełożony monasteru po jego restytucji – biskup Dorymedont (Cecan)

W odległości 6 km od klasztoru otwarto w 1993 skit filialny Świętych Wincentego i Dorymedonta z cerkwią w tradycyjnym stylu mołdawskim. Przełożony monasteru, archimandryta Dorymedont, zainicjował również budowę drugiego skitu św. Jerzego (od 1998 działa jako samodzielny klasztor), kaplicy na terenie monasteru oraz parafialnej cerkwi św. Paisjusza w Chițcani. W 1995 na terenie monasteru w dwóch salach urządzono muzeum historii wspólnoty. W 1998 archimandryta Dorymedont został nominowany na biskupa jedinieckiego i briczańskiego; w związku z tym wyznaczył na nowego namiestnika monasteru swojego brata Paisjusza, który nadal pozostaje na urzędzie. Według diakona Andrieja Kurajewa faktycznie nadal jednak kierował klasztorem. Osiem lat później Dorymedont zginął w wypadku samochodowym. Na terenie Nowego Neamțu wzniesiono kaplicę Opieki Matki Bożej, w której został pochowany.  
W 2001 seminarium duchowne działające do tej pory w klasztorze zostało przeniesione do Kiszyniowa. Stało się tak po konflikcie o osobę jego rektora: wykładowcy szkoły i mnisi nie chcieli, by kierownictwo nad seminarium objął biskup tyraspolski i dubosarski Justynian, który objął katedrę krótko wcześniej, przybył do Mołdawii z Rosji, nie miał miejscowego obywatelstwa i pozostawał w złych stosunkach z metropolitą kiszyniowskim i całej Mołdawii Włodzimierzem. Justynian przybył do monasteru w asyście wydzielonej mu przez władze Naddniestrza sotni kozackiej i oddziału milicji, jednak nie został wpuszczony do seminarium. Mediacji próbował podjąć się prezydent Mołdawii Vladimir Voronin, działając za zgodą patriarchy moskiewskiego i całej Rusi Aleksego II, jednak naddniestrzańska straż graniczna uniemożliwiła mu wjazd do nieuznawanej republiki. Ostatecznie Patriarchat Moskiewski postanowił zmienić siedzibę seminarium. Wspólnota nie zgadza się również na zmianę jurysdykcji – pozostaje w podległości wobec metropolity kiszyniowskiego, chociaż położona jest w granicach eparchii tyraspolskiej i dubosarskiej.   
W 2013 wizytę w monasterze złożył patriarcha moskiewski i całej Rusi Cyryl.
Na początku XXI w. monaster był najczęściej odwiedzanym obiektem sakralnym w Mołdawii. Nieoficjalnie określany jest przez wiernych mianem ławry, chociaż nie posiada takiego statusu. W monasterze przebywa około 90 mnichów i posłuszników, według innego źródła faktycznie w klasztorze pozostaje ich około 30, gdyż pozostali służą w innych miejscowościach Mołdawii lub na Athosie. Niektórzy mnisi opuścili wspólnotę po konflikcie z 2001. Grupa ośmiu mężczyzn, którzy prowadzili życie monastyczne w Nowym Neamcie dała w 1999 początek nowemu monasterowi w Zăbriceni.
Większość mnichów żyjących w klasztorze jest narodowości mołdawskiej. W użytku liturgicznym w monasterze jest zarówno język rumuński, jak i cerkiewnosłowiański.
Monaster jest jednym z nielicznych obiektów zabytkowych na terenie Naddniestrza i najważniejszą, obok soboru Narodzenia Pańskiego w Tyraspolu, świątynią prawosławną w jego granicach, gromadzącą znaczne grupy wiernych zwłaszcza w dni świąteczne. Zalicza się go do nieoficjalnych symboli nieuznawanego państwa.

## Architektura
Cerkiew św. Mikołaja, która nie była budowana z myślą o wspólnocie monastycznej, reprezentuje późny styl mołdawski. W cerkwi tej znajduje się dwurzędowy ikonostas w stylu neoklasycystycznym. Z kolei świątynie wznoszone już dla klasztoru wzniesiono w stylu neobizantyjskim, łącząc jego formy ze zdobnictwem typowym dla architektury mołdawskiej, co ma symbolizować specyfikę miejscowej kultury besarabskiej. Budowniczowie starali się uczynić świątynie możliwie najbardziej monumentalnymi.
W soborze Wniebowstąpienia Pańskiego znajduje się ikonostas trzyrzędowy.

## Przełożeni monasteru

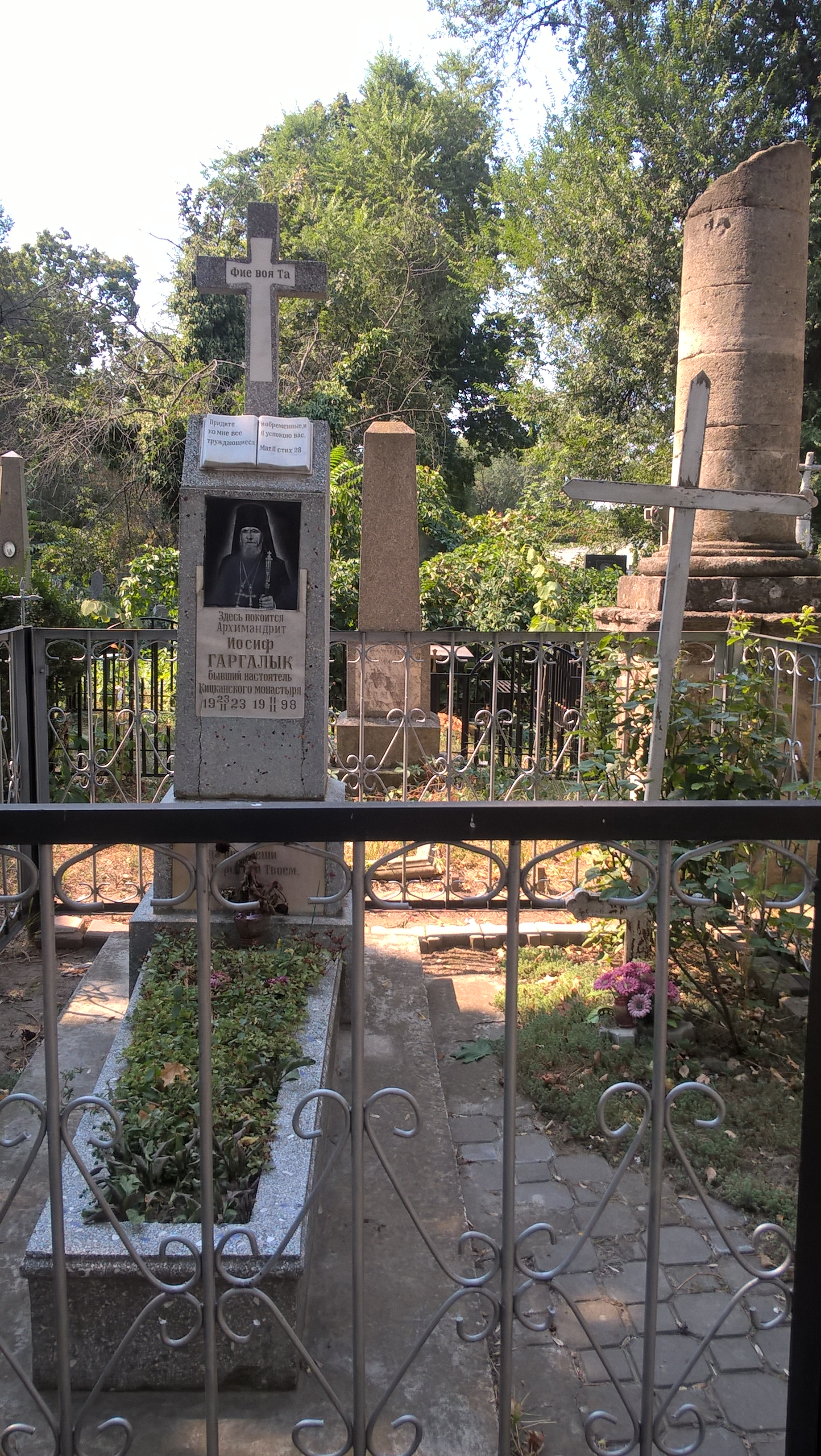
Grób archimandryty Józefa, ostatniego przełożonego monasteru przed jego likwidacją w 1962, na Cmentarzu Centralnym w Kiszyniowie

Klasztorem kierowali kolejno następujący mnisi:
- schiihumen Teofan (Cristea), 1864–1875
- schiarchimandryta Andronik (Popovici), 1883–1893
- archimandryta German, 1893–1924
- schiarchimandryta Krystian, 1924–1929
- hieromnich Antoni, 1929–1932
- archimandryta Melchizedek (Dumitriu), 1933–1936
- archimandryta Auksencjusz (Munteanu), 1936–1945
- ihumen Filadelf (Sorocean), 1945–1951
- mnich Jazon, 1951–1952
- archimandryta Grzegorz (Căpățînă), 1952–1959
- archimandryta Józef, 1959–1962
- archimandryta Dorymedont (Cecan), 1990–1998
- archimandryta Paisjusz (Cecan), od 1998

W 1995 zdecydowano, iż z uwagi na szczególne znaczenie monasteru dla Mołdawii jego honorowym przełożonym będzie każdorazowo metropolita kiszyniowski.